# Carl Keenan Seyfert
 Carl Keenan Seyfert (Cleveland (Ohio), 11 februari 1911 – Nashville (Tennessee), 13 juni 1960) was een Amerikaans astronoom. Hij is vooral bekend van zijn onderzoeksartikel uit 1943 over een klasse van sterrenstelsels met kernen die spectraallijn-emissie produceren uit sterk geïoniseerd gas, de zogenaamde Seyfert-stelsels. Ook het sextet van Seyfert, een groep sterrenstelsels, is naar hem vernoemd.

## Biografie
De in Cleveland geboren en getogen Seyfert ging in 1929 studeren aan de Harvard-universiteit. Hij behaalde zijn bachelor- en mastergraad in 1933 en promoveerde in 1939 in de astronomie. Zijn doctoraalscriptie Studies of the External Galaxies, begeleid door Harlow Shapley, ging over de kleuren en magnitudes van sterrenstelsels. In 1935 huwde hij de astronoom Muriel Elizabeth Mussels, bekend van haar bijdragen naar de studie van ringnevels. Ze kregen twee kinderen, dochter Gail Carol en zoon Carl Keenan jr.
In 1936 trad hij in dienst van het nieuwe McDonald-observatorium in Texas, waar hij meehielp om deze sterrenwacht op te starten. Hij bleef aan tot 1940, waarna hij naar de Mount Wilson-observatorium ging als National Research Fellow. Hier voerde hij onderzoek uit naar een klasse van actieve sterrenstelsels, de zogenaamde Seyfert-stelsels.  In 1942 keerde hij terug naar Cleveland, waar hij aan het Case Institute of Technology navigatie doceerde aan militair personeel. Ook nam hij actief deel aan geheim militair onderzoek. Daarnaast voerde hij enig sterrenkundig onderzoek uit bij het Warner and Swasey Observatory van het Case Institute.
Seyfert trad in 1946 toe tot de faculteitsstaf van de Vanderbilt-universiteit in Nashville, Tennessee. Rond die tijd beschikte de universiteit slechts over een klein observatorium, voorzien van een kleine 150 mm refractortelescoop. Onder zijn leiding werd het lesprogramma verbeterd en haalde hij het benodigde geld binnen om een nieuw observatorium te bouwen. Hierin werd hij actief gesteund door de lokale gemeenschap van Nashville. Het nieuwe Arthur J. Dyer Observatory, uitgerust meet een 610 mm refractortelescoop, was uiteindelijk klaar in december 1953. Seyfert werd benoemd tot directeur van dit observatorium, een functie die hij tot zijn overlijden zou vervullen. Daarnaast was Seyfert, gedurende de jaren 1950, de lokale weerman van WSM-tv, het locale radio- en televisiestation van Nashville.
Carl Seyfert overleed op 49-jarige leeftijd in 1960 in Nashville door een auto-ongeluk.

## Bijdragen in de astronomie
Seyfert publiseerde vele artikele op het gebied van de astronomie, zowel over sterren en sterrenstelsels als over observatiemethodes en instrumentatie. In 1943 publiseerde hij zijn artikel over sterrenstelsels met een helder centrum die licht uitzenden met emissielijnspectra met karakteristieke breede emissielijnen. Een goed voorbeeld hiervan is Messier 77 (NGC 1068). Dit type sterrenstelsels staan tegenwoordig bekend als Seyfert-stelsels.
Gedurende zijn tijd aan het Case Institute verkregen hij en Jason John Nassau de eerste goede kleurenafbeeldingen van nevels en sterrenspectra. In 1951 observeerde en beschreef hij een groep van sterrenstelsel rond NGC 6027, tegenwoordig bekend als het sextet van Seyfert. Hij was een actieve innovator van instrumentatie en was betrokken bij nieuwe technieken, zoals het gebruik van fotomultiplicatorbuizen en televisietechnieken in de sterrenkunde en elektronisch bestuurde telescoopaandrijvingen.
Seyfert was lid van verscheidenen professionele genootschappen, waaronder de American Astronomical Society (AAS) en de Britse Royal Astronomical Society. Hij diende ook bij de Associated Universities Incorporated en was lid van de bestuursraad van de Association of Universities for Research in Astronomy (AURA) en bij de Astronomy Advisory Panel van de National Science Foundation (NSF)